# فهرست فیلم‌های ایرانی سال ۱۳۹۸
فهرست فیلم‌های ایرانی سال ۱۳۹۸

## فهرست
| عنوان               | کارگردان      | نویسنده                      | بازیگران                                  |
| ------------------- | ------------- | ---------------------------- | ----------------------------------------- |
| ابر بارانش گرفته    | مجید برزگر    | مجید برزگر آرمان خوانساریان  | نازنین احمدی، علی ثانی‌فر، مزدک میرعابدینی |
| انفرادی (فیلم ۱۳۹۸) | مسعود اطیابی  | حمزه صالحی                   | رضا عطاران، مهدی هاشمی، احمد مهرانفر      |
| آبادان یازده ۶۰     | مهرداد خوشبخت | مهرداد خوشبخت، حسین تراب‌نژاد | علیرضا کمالی، حسن معجونی، نادر سلیمانی    |